# Čungula
Čungula (pronunciación en serbio: /Чунгула/) es un pueblo del municipio de Blace, Serbia. Según el censo de 2002, el pueblo tiene una población de 419 personas. 